# Symplocos caerulescens
Symplocos caerulescens är en tvåhjärtbladig växtart som beskrevs av Adolphe-Théodore Brongniart och Gris. Symplocos caerulescens ingår i släktet Symplocos och familjen Symplocaceae. Inga underarter finns listade i Catalogue of Life.